# Helius matilei
Helius matilei là một loài ruồi trong họ Limoniidae. Chúng phân bố ở miền Australasia.